# KV Oostende
Koninklijke Voetbalclub Oostende je belgijski nogometni klub iz Ostenda. Natječe se u Challenger Pro League, u drugom najjačem razredu belgijskog nogometa. Klub je osnovan 1904. godine kao VG Oostende. Domaće utakmice igra na Versluys Areni, koja može primiti 8.432 gledatelja.

## Vanjske poveznice
- Službene stranice